# Schronisko Górne w Słupsku
Schronisko Górne w Słupsku lub Schronisko pod Słupskiem II – schronisko na wzgórzu  Słupsko na Wyżynie Częstochowskiej będącej częścią Wyżyny Krakowsko-Częstochowskiej. Znajduje się we wsi Kostkowice w województwie śląskim, w powiecie zawierciańskim, w gminie Kroczyce.

## Opis obiektu
Schronisko znajduje się w skale Góra Słupska II. Jest to labirynt ciasnych korytarzyków w tej skale, oraz przełazów między luźnymi wantami. Ma kilka otworów. Nieregularnego kształtu i rozmyty otwór główny o północnej ekspozycji znajduje się nad stokiem opadającym do Zalewu Dzibice (zwanego też Zalewem Koskowickim). Za otworem tym jest 4-metrowej długości skośna szczelina, na południowej stronie skały kończąca się otworem w blokowisku skalnym. Dosyć duży jest także trójkątny otwór wschodni. Znajduje się za nim stopniowo zwężająca się salka i ciasny korytarzyk.
Schronisko powstało na tektonicznych pęknięciach skały, ale udział w jego powstaniu miała także woda – świadczą o tym występujące w niektórych miejscach ścian kotły wirowe. Schronisko jest suche, w całości oświetlone rozproszonym światłem słonecznym. Na ścianach brak nacieków, a namulisko składa się głównie z wytworzonej współcześnie próchnicy. Skały porośnięte są murawami kserotermicznymi.

## Historia poznania i dokumentacji
Schronisko zostało wymienione w spisie M. Szelerewicza i A. Górnego w 1986 r. jako Schronisko pod Słupskiem II. Jego dokumentację opracował w 2009 r. J. Zygmunt, na podstawie pomiarów własnych i W. Mazika. Plan schroniska sporządził J. Zygmunt.
Na wzgórzu Słupsko znajdują się jeszcze trzy inne schroniska: Schronisko Dolne w Słupsku Pierwsze, Schronisko Dolne w Słupsku Drugie, Krzemienny Okap w Słupsku.

## Szlak turystyczny

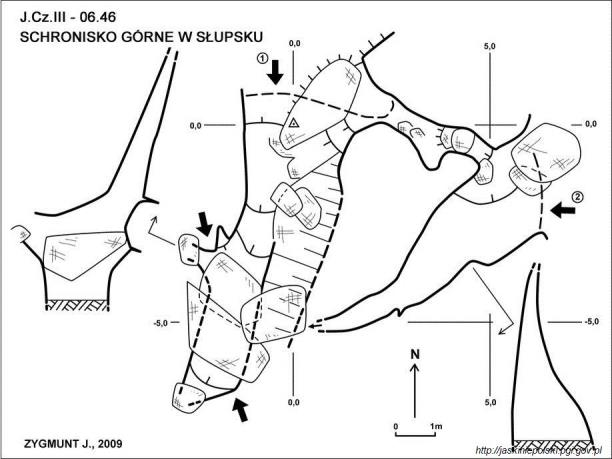
Plan

Zalew Kostkowicki – Słupsko – Kołaczyk – Góra Zborów – Centrum Dziedzictwa Kulturowego Jury w Podlesicach – Skały Rzędkowickie – Włodowice

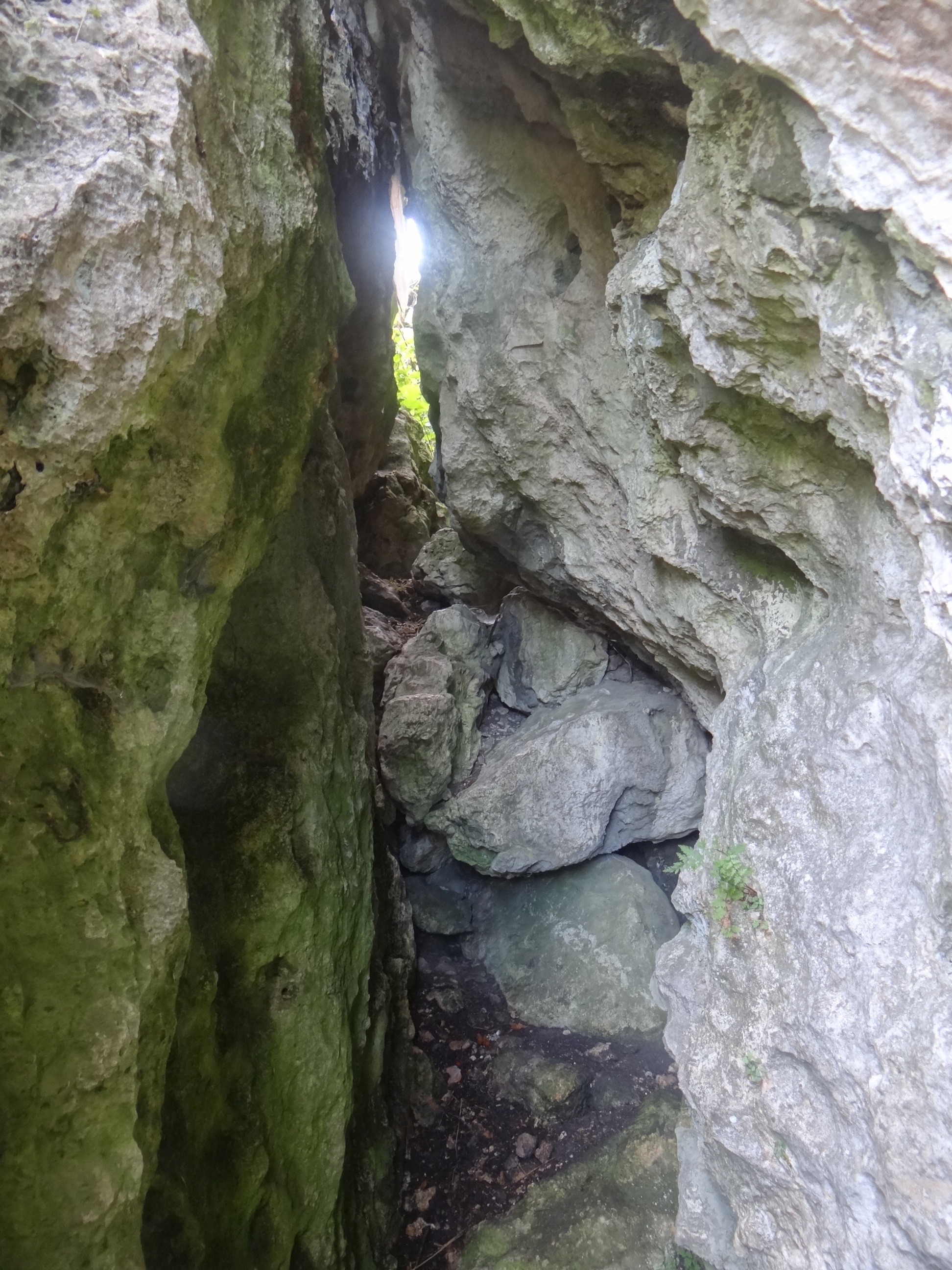
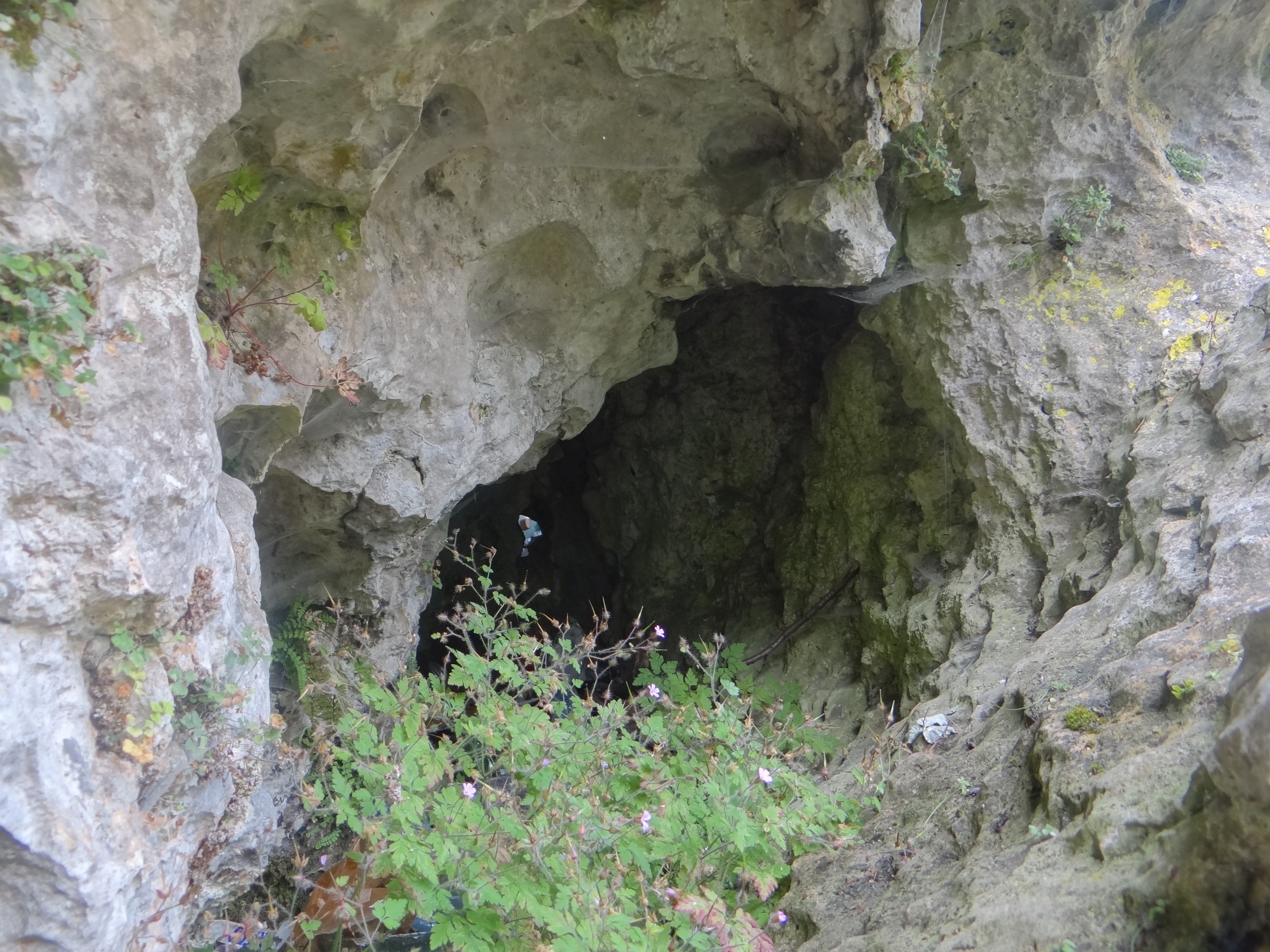
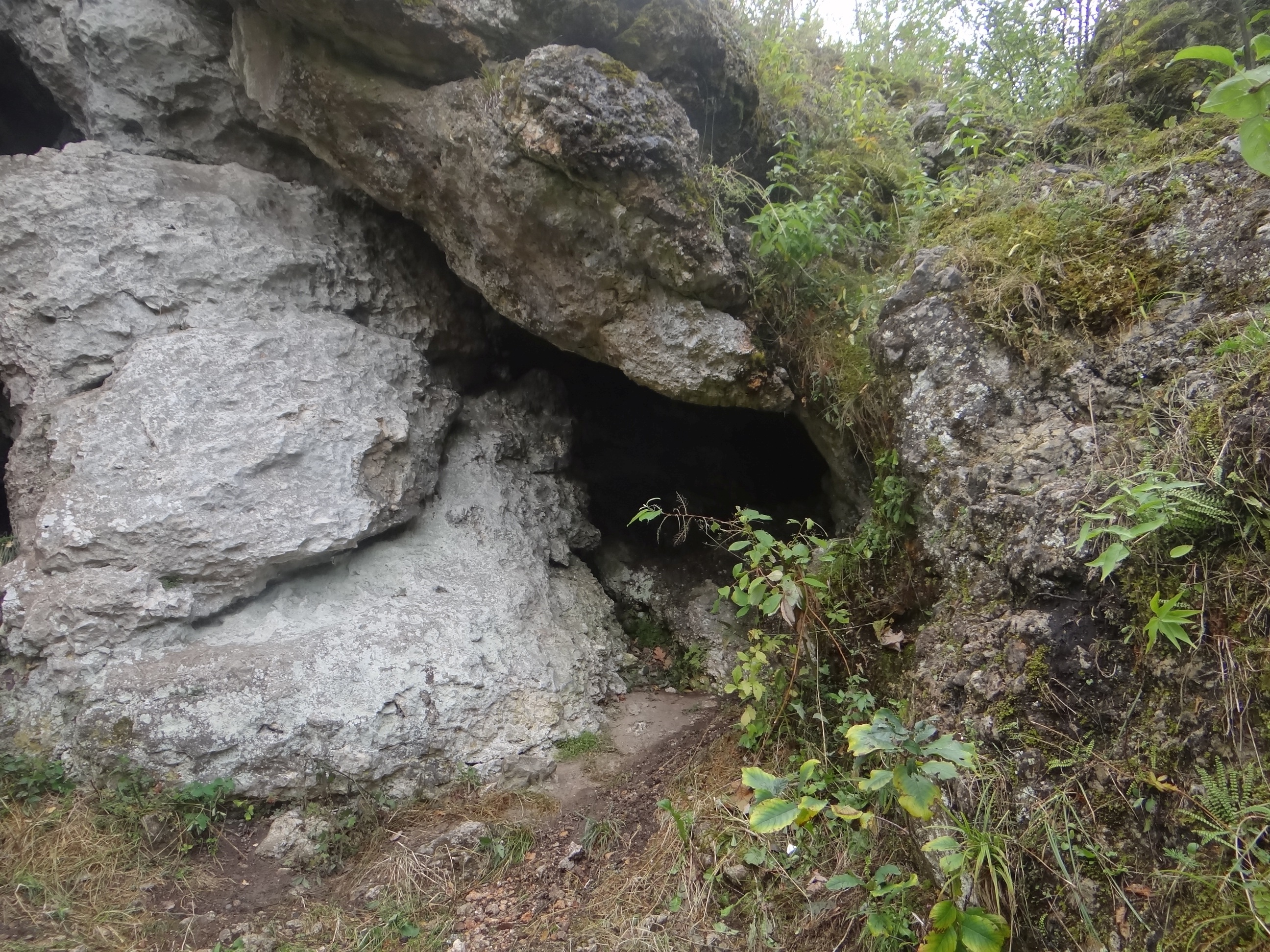
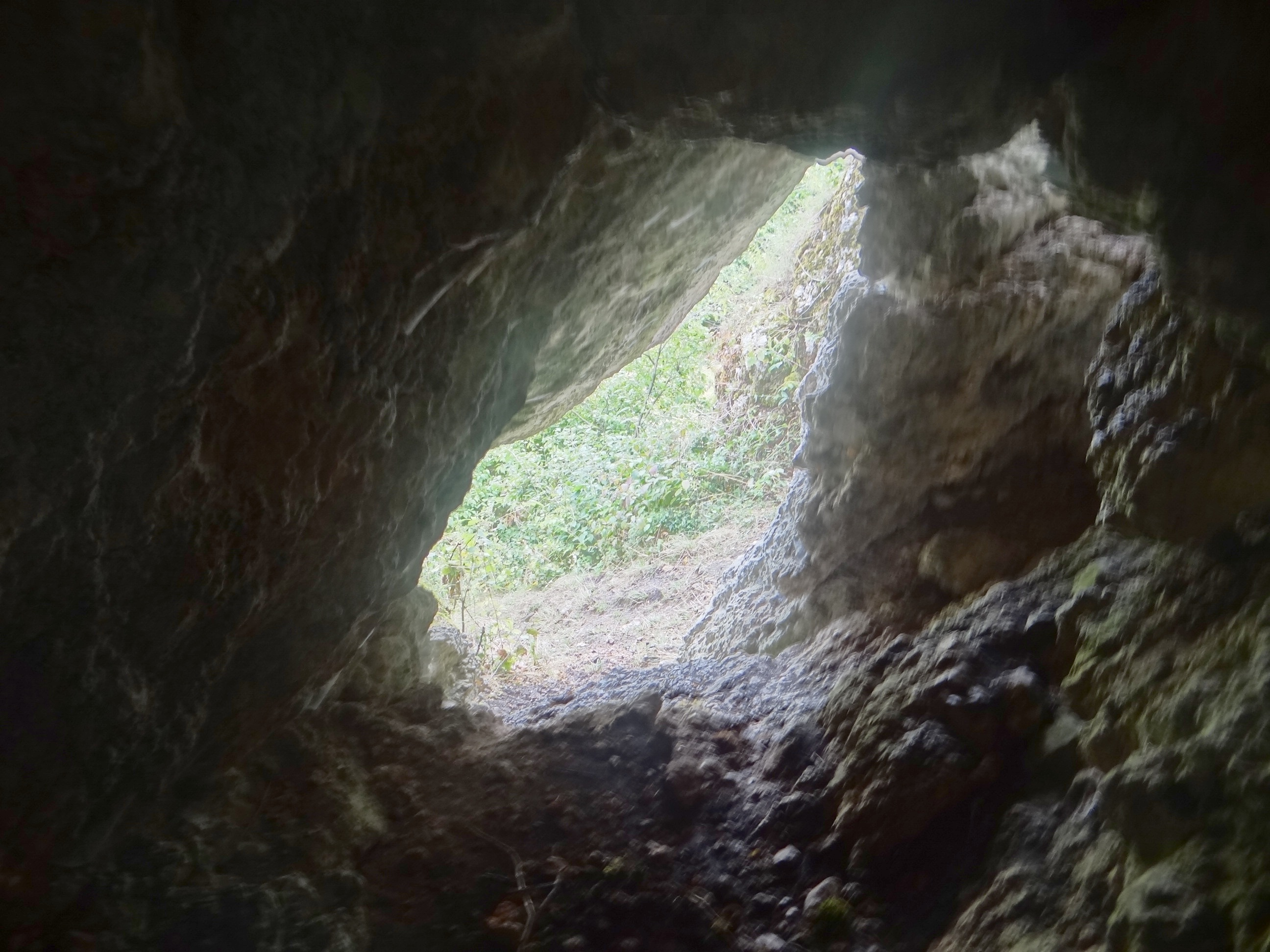
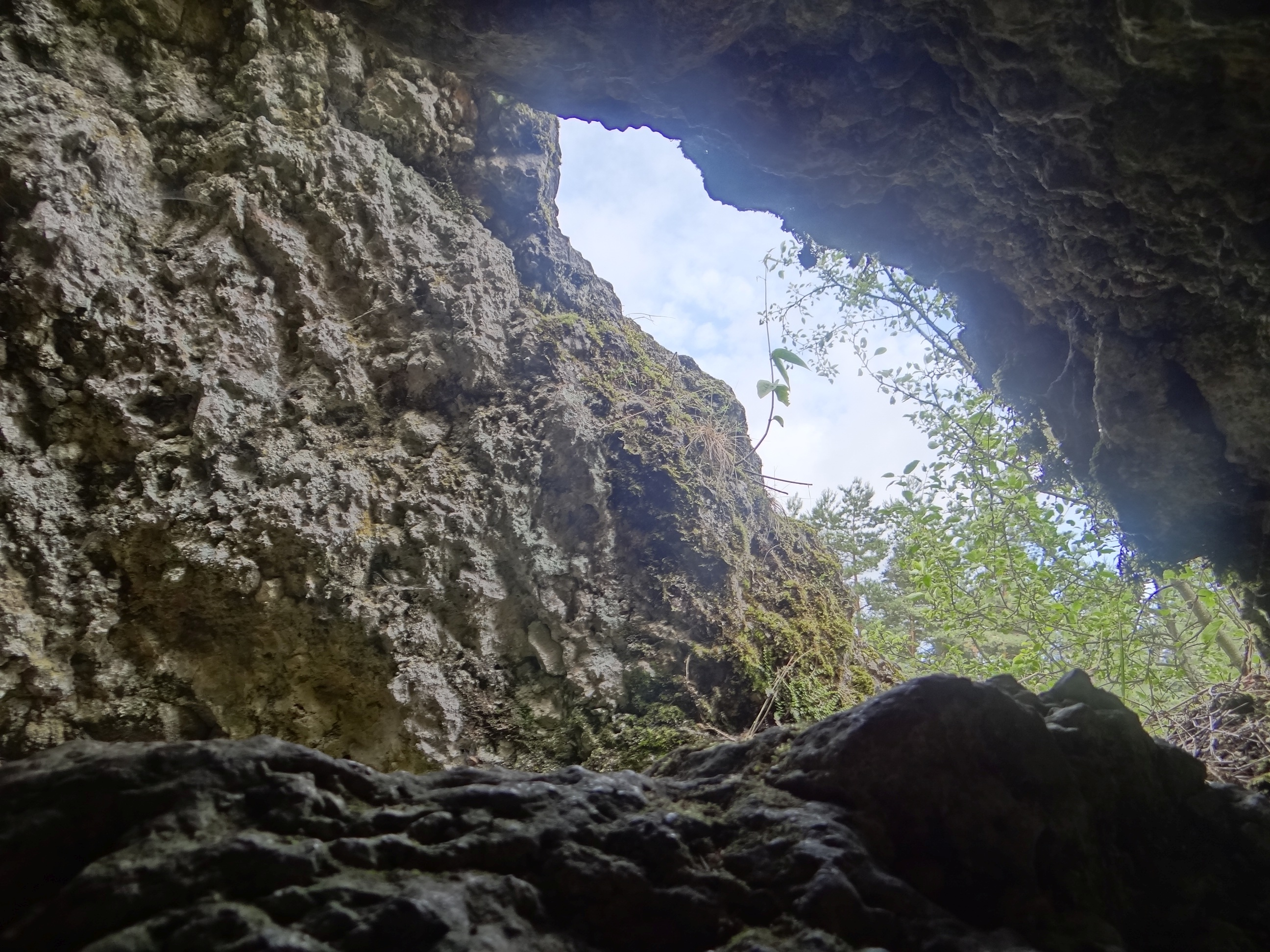
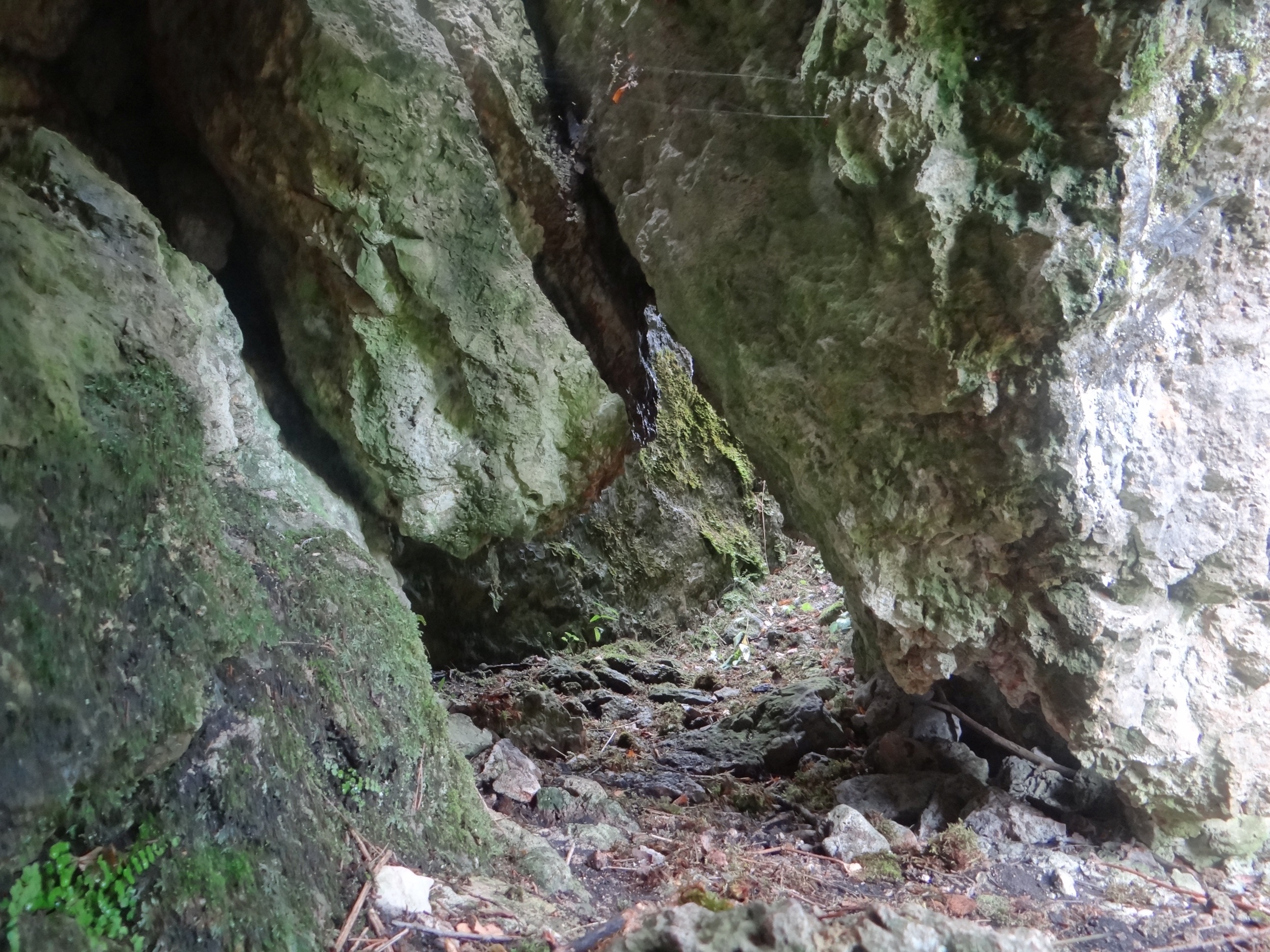
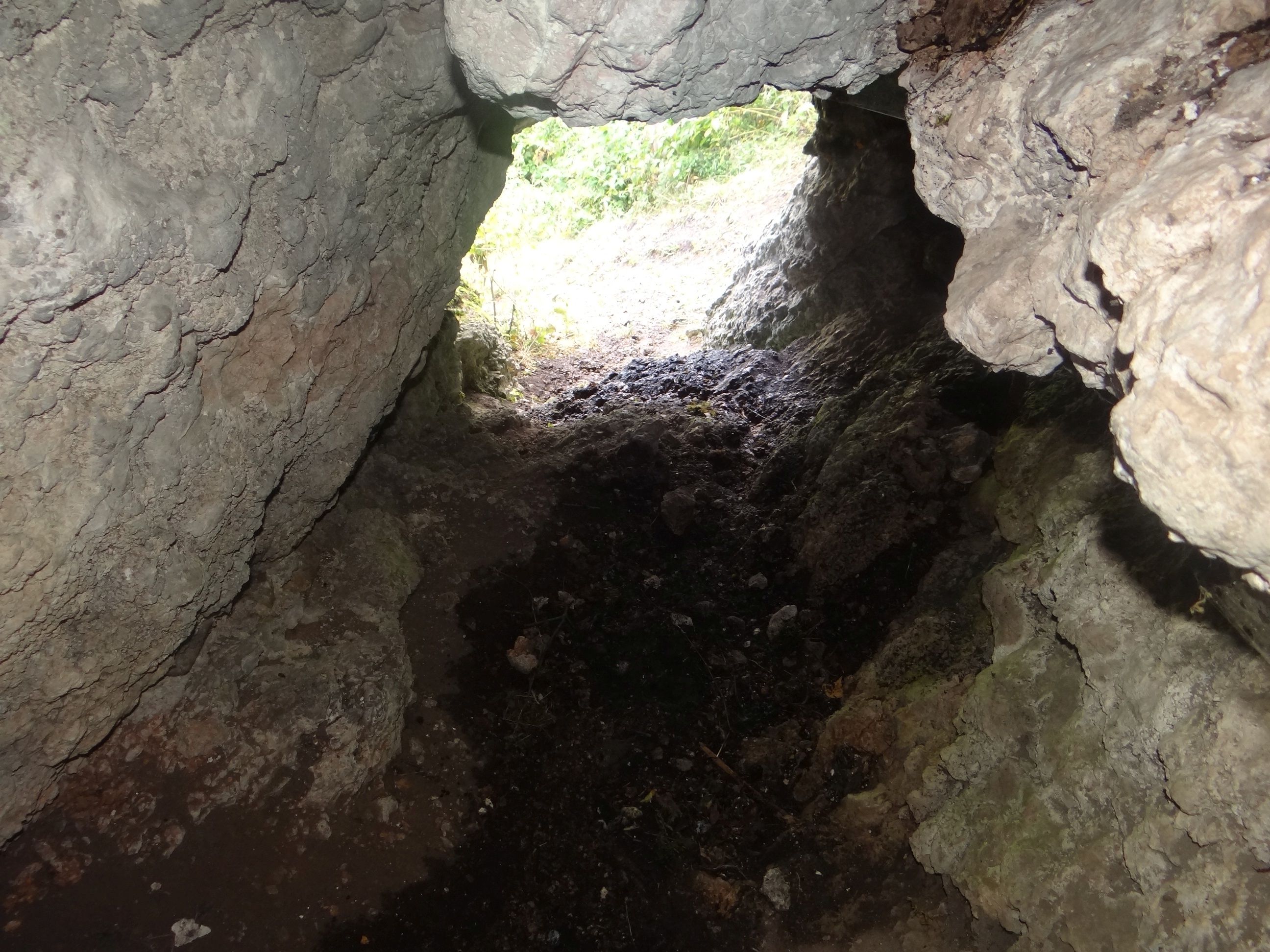